# Teorema de dilatación de Naimark
En la teoría del operador, el teorema de dilatación de Naimark es un resultado que caracteriza las medidas positivas valoradas por el operador. Puede verse como una consecuencia del teorema de dilatación de Stinespring.

## Algunas nociones preliminares
Sea X un espacio compacto de Hausdorff, H un espacio de Hilbert y L(H) el espacio de Banach de operadores acotados en H. Un mapeo E del álgebra σ de Borel en X a {\displaystyle L(H)} se denomina medida valorada por el operador si es débilmente aditiva contablemente, es decir, para cualquier secuencia disjunta de conjuntos de Borel {\displaystyle \{B_{i}\}}, tenemos
{\displaystyle \langle E(\cup _{i}B_{i})x,y\rangle =\sum _{i}\langle E(B_{i})x,y\rangle }
para todo x e y. Alguna terminología para describir tales medidas es:
- E se llama regular si la medida con valor escalar

{\displaystyle B\rightarrow \langle E(B)x,y\rangle }
es una medida de Borel regular, lo que significa que todos los conjuntos compactos tienen una variación total finita y la medida de un conjunto puede aproximarse a las de los conjuntos abiertos.
- E se llama acotada si {\displaystyle |E|=\sup _{B}\|E(B)\|<\infty }.
- E se llama positivo si E(B) es un operador positivo para todo B.
- E se llama autoadjunto si E(B) es autoadjunto para todo B.
- E se llama espectral si es autoadjunto y {\displaystyle E(B_{1}\cap B_{2})=E(B_{1})E(B_{2})} para todos {\displaystyle B_{1},B_{2}}.

Supondremos en todo momento que E es regular.
Sea C(X) el álgebra abeliana C* de funciones continuas en X. Si E es regular y acotado, induce un mapa {\displaystyle \Phi _{E}:C(X)\rightarrow L(H)} de la manera obvia:
{\displaystyle \langle \Phi _{E}(f)h_{1},h_{2}\rangle =\int _{X}f(x)\langle E(dx)h_{1},h_{2}\rangle }
La acotación de E implica, para todo h de norma unitaria
{\displaystyle \langle \Phi _{E}(f)h,h\rangle =\int _{X}f(x)\langle E(dx)h,h\rangle \leq \|f\|_{\infty }\cdot |E|.}
Estos espectáculos {\displaystyle \;\Phi _{E}(f)} es un operador acotado para todo f, y {\displaystyle \Phi _{E}} En sí mismo también es un mapa lineal acotado.
Las propiedades de {\displaystyle \Phi _{E}} están directamente relacionados con los de E:
- Si E es positivo, entonces {\displaystyle \Phi _{E}}, visto como un mapa entre álgebras C*, también es positivo.
- {\displaystyle \Phi _{E}} es un homomorfismo si, por definición, para todo f continuo en X y {\displaystyle h_{1},h_{2}\in H},

{\displaystyle \langle \Phi _{E}(fg)h_{1},h_{2}\rangle =\int _{X}f(x)\cdot g(x)\;\langle E(dx)h_{1},h_{2}\rangle =\langle \Phi _{E}(f)\Phi _{E}(g)h_{1},h_{2}\rangle .}
Tome f y g como funciones indicadoras de conjuntos de Borel y vemos que {\displaystyle \Phi _{E}} es un homomorfismo si y sólo si E es espectral.
- De manera similar, decir {\displaystyle \Phi _{E}} respeta el * medio de funcionamiento

{\displaystyle \langle \Phi _{E}({\bar {f}})h_{1},h_{2}\rangle =\langle \Phi _{E}(f)^{*}h_{1},h_{2}\rangle .}
El LHS es
{\displaystyle \int _{X}{\bar {f}}\;\langle E(dx)h_{1},h_{2}\rangle ,}
y el RHS es
{\displaystyle \langle h_{1},\Phi _{E}(f)h_{2}\rangle ={\overline {\langle \Phi _{E}(f)h_{2},h_{1}\rangle }}=\int _{X}{\bar {f}}(x)\;{\overline {\langle E(dx)h_{2},h_{1}\rangle }}=\int _{X}{\bar {f}}(x)\;\langle h_{1},E(dx)h_{2}\rangle }
Entonces, tomando una secuencia de funciones continuas que aumentan hasta la función indicadora de B, obtenemos {\displaystyle \langle E(B)h_{1},h_{2}\rangle =\langle h_{1},E(B)h_{2}\rangle }, es decir, E (B) es autoadjunto.
- Combinando los dos hechos anteriores se llega a la conclusión de que {\displaystyle \Phi _{E}} es un * -homomorfismo si y sólo si E es espectral y autoadjunto. (Cuando E es espectral y autoadjunto, se dice que E es una medida valorada por proyección o PVM).

## Teorema de Naimark
El teorema dice lo siguiente: Sea E una medida positiva con valor de L(H) en X. Existe un espacio de Hilbert K, un operador acotado {\displaystyle V:K\rightarrow H}, y una medida espectral autoadjunta con valor de L(K) en X, F, tal que
{\displaystyle \;E(B)=VF(B)V^{*}.}

### Prueba
Esbocemos ahora la prueba. El argumento pasa E al mapa inducido. {\displaystyle \Phi _{E}} y utiliza el teorema de dilatación de Stinespring. Como E es positivo, también lo es {\displaystyle \Phi _{E}} como un mapa entre C*-álgebras, como se explicó anteriormente. Además, debido a que el dominio de {\displaystyle \Phi _{E}}, C(X), es un álgebra C* abeliana, tenemos que {\displaystyle \Phi _{E}} es completamente positivo. Según el resultado de Stinespring, existe un espacio de Hilbert K, un *-homomorfismo {\displaystyle \pi :C(X)\rightarrow L(K)} y operador {\displaystyle V:K\rightarrow H} tal que
{\displaystyle \;\Phi _{E}(f)=V\pi (f)V^{*}.}
Dado que π es un * -homomorfismo, su correspondiente medida F valorada por el operador es espectral y autoadjunta. Se ve fácilmente que F tiene las propiedades deseadas.

## Caso de dimensión finita
En el caso de dimensión finita, hay una formulación algo más explícita.
Supongamos ahora {\displaystyle X=\{1,\dotsc ,n\}}, por lo tanto, C (X) es el álgebra de dimensión finita {\displaystyle \mathbb {C} ^{n}}, y H tiene dimensión finita m. Una medida E positiva valorada por el operador asigna a cada i una matriz m × m semidefinida positiva {\displaystyle E_{i}} . El teorema de Naimark ahora establece que existe una medida valorada en proyección en X cuya restricción es E.
De particular interés es el caso especial cuando {\displaystyle \sum _{i}E_{i}=I} donde I es el operador de identidad. (Consulte el artículo sobre POVM para conocer aplicaciones relevantes). En este caso, el mapa inducido {\displaystyle \Phi _{E}} es unital. Se puede suponer sin pérdida de generalidad que cada {\displaystyle E_{i}} toma la forma {\displaystyle x_{i}x_{i}^{*}} para algún vector potencialmente subnormalizado {\displaystyle x_{i}\in \mathbb {C} ^{m}} . Bajo tales supuestos, el caso {\displaystyle n<m} está excluido y debemos tener
1. {\displaystyle n=m} y E ya es una medida valorada en proyección (porque {\displaystyle \sum _{i=1}^{n}x_{i}x_{i}^{*}=I} si y solo si {\displaystyle \{x_{i}\}} es una base ortonormal),
2. {\displaystyle n>m} y {\displaystyle \{E_{i}\}} no consta de proyecciones mutuamente ortogonales.

Para la segunda posibilidad, el problema de encontrar una medida adecuada del valor de proyección se convierte ahora en el siguiente problema. Por supuesto, la matriz no cuadrada
{\displaystyle M={\begin{bmatrix}x_{1}\cdots x_{n}\end{bmatrix}}}
es una coisometría, es decir {\displaystyle MM^{*}=I}. Si podemos encontrar un {\displaystyle (n-m)\times n} matriz N donde
{\displaystyle U={\begin{bmatrix}M\\N\end{bmatrix}}}
es una matriz unitaria n × n, la medida valorada en proyección cuyos elementos son proyecciones sobre los vectores columna de U tendrá entonces las propiedades deseadas. En principio, siempre se puede encontrar tal N.

## Ortografía
En la literatura sobre física, es común ver la ortografía "Neumark" en lugar de "Naimark". La última variante corresponde a la romanización del ruso utilizada en la traducción de revistas soviéticas, con los signos diacríticos omitidos (originalmente Naĭmark). El primero es según la etimología del apellido de Mark Naimark.